# Góc nội tiếp
Trong hình học, góc nội tiếp (tiếng Anh:Inscribed angle) là góc có đỉnh nằm trên đường tròn và hai cạnh chứa 2 dây cung của đường tròn đó. Còn cung nằm bên trong góc được gọi là cung bị chắn.

## Định lý

Góc được ghi θ là một nửa của góc trung tâm 2θ, nó sẽ phụ thuộc cùng một cung vào vòng tròn (màu đỏ tươi). Do đó, góc θ không thay đổi khi đỉnh của nó được di chuyển xung quanh trên vòng tròn (các góc xanh lục, xanh dương và vàng).

Trong một đường tròn, số đo của góc nội tiếp bằng nửa số đo của cung bị chắn.

## Hệ quả
Trong một đường tròn:
- Các góc nội tiếp bằng nhau chắn các cung bằng nhau.
- Các góc nội tiếp chắn một cung hoặc chắn các cung bằng nhau thì bằng nhau.
- Góc nội tiếp (nhỏ hơn hoặc bằng 90 độ) có số đo bằng nửa số đo của góc ở tâm cùng chắn một cung.
- Góc nội tiếp chắn nửa đường tròn là góc vuông.